# Giuseppe Santarelli
Giuseppe Santarelli (Forlì, 1710 – Roma, 1790) è stato un cantante castrato, compositore e direttore di coro italiano. 

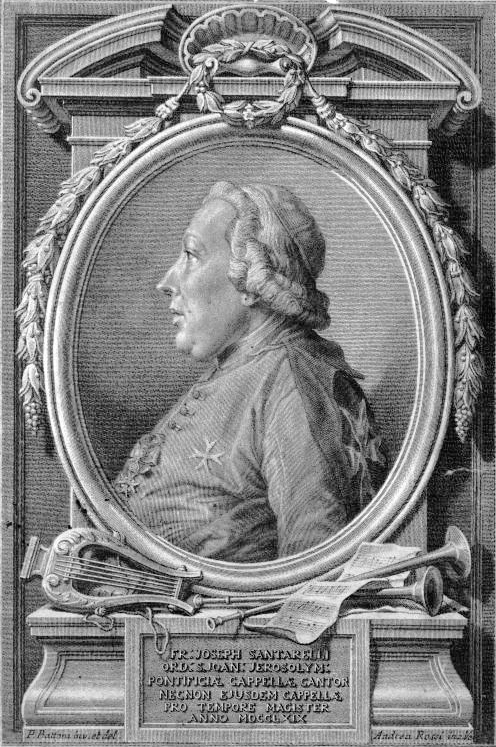
Giuseppe Santarelli

Fu cavaliere del Sovrano militare ordine di Malta.

## Biografia
Nato a Forlì, già in giovane età entrò in convento nell'Ordine di Sant'Agostino, nel quale fu poi ordinato sacerdote.
Non si conoscono con precisione i dettagli della sua formazione musicale, anche se è chiaro che debba aver studiato composizione, teoria musicale e canto.
Dopo essere stato attivo a Venezia negli anni Quaranta, divenne, nel 1749, cantore nella Cappella musicale pontificia sistina; ne fu nominato direttore nel 1770. Fu anche cantore, per molti anni, nella Basilica di Santa Maria Maggiore.
Nel 1761 pubblicò un saggio sull'organizzazione della Cappella musicale sistina dal titolo: Informazione del Cantor Fra' Giuseppe Santarelli Cappellano d'onore dell'Eminentissimo e Reverendissimo Signor Cardinale Alessandro Albani come Ministro Plenipotenziario delle Loro MM. Imp. e Reali presso la S. Sede. In risposta ad un Biglietto di esso Eminentissimo (Roma, Komarek)..
Come docente di canto, ebbe discepoli quali: Muzio Clementi e Venanzio Rauzzini.
Fu compositore di opere corali.
Nel 1770 Santarelli incontrò lo storico della musica britannico Charles Burney, allora in viaggio in Italia. Burney fu molto impressionato dalle capacità musicali del Santarelli, e tra i due nacque una forte amicizia. Santarelli procurò al Burney l'accesso all'Archivio musicale pontificio, cosa che ebbe un'influenza inestimabile per la composizione dei suoi libri The Present State of Music in France and Italy (Viaggio musicale in Italia) del 1771 e  History of Music (Storia della musica) del 1776. 
Morì a Roma.

## Opere
- Della musica del santuario, e della disciplina de' suoi cantori, 1756
- Nel 1770 Santarelli terminò il secondo volume Della musica del santuario..., ma non è noto se sia stato pubblicato.